# Юрий Истомин
Юрий Истомин (на руски: Юрий Истомин) е съветски футболист. Почетен майстор на спорта на СССР (1992).

## Клубна кариера
Истомин е юноша на Авангард Харков. През 1964 г. е повикан в армията и преминава в СКА Киев, където прекарва 2 сезона. Междувременно записва мачове за Б отбора на Украинска ССР. Към талантливия защитник по това време проявяват интерес ЦСКА (Москва) и Динамо (Киев). По разпоредба на генералния щаб е пратен в московския клуб.
Под ръководството на Сергей Шапошников се утвърждава на десния фланг на отбраната, заменяйки Владимир Пономарьов на поста. През 1970 г. става шампион на СССР. След края на сезона е избран в отбора на годината в списъка „33 най-добри футболисти“. По време на престоя си в ЦСКА попада под номер 2 в същия списък още 4 пъти. През 1972 г. става майстор на спорта по международна класа. След като напуска ЦСКА през 1974 г. играе известно време за СК Луцк.

## Национален отбор
Многократно получава повиквателни за националния отбор на СССР, като първата е през 1967 г. Участва в Европейското първенство през 1968 г., като във финалния етап изиграва пълни мачове и в 1/2-финала срещу Италия, в мача за трето място с Англия. Пропуска Световното първенство през 1970 г. поради контузии предишния сезон. През 1972 г. става сребърен медалист на Европейското първенство и бронзов медалист на Летни олимпийски игри.

## Отличия

### Отборни
ЦСКА Москва
- Съветска Висша лига: 1970